# جام بین‌المللی محمد بن راشد
جام بین‌المللی فوتبال محمد بن راشد که به عنوان جام دبی نیز شناخته می‌شود، یک تورنمنت فوتبال دوستانه بود که در شهر دبی، امارات متحده عربی برگزار شد. نام این مسابقه به نام محمد بن راشد آل مکتوم، معاون رئیس جمهور و نخست وزیر امارات و حاکم دبی گرفته شده است.

## قهرمانان
| سال  | قهرمان        | نتیجه      | نایب قهرمان | مکان                 |
| ---- | ------------- | ---------- | ----------- | -------------------- |
| ۲۰۰۷ | بنفیکا        | ۰–۰(۵–۴ پ) | لاتزیو      | دبی اسپورتس سیتی دبی |
| ۲۰۰۸ | اینترناسیونال | ۲–۱        | اینتر میلان | دبی اسپورتس سیتی دبی |

## صفحه‌های مشابه
مسابقات دوستانه جام جهانی
چلنج کاپ دبی